# Ptenidium pusillum
Ptenidium pusillum ist ein Käfer aus der Familie der Zwergkäfer (Ptiliidae). 

## Merkmale
Die Käfer erreichen eine Körperlänge von 0,9 bis 1,2 Millimetern und sind damit etwas größer als der ähnliche Ptenidium fuscicorne. Die Deckflügel sind hinten spitzer abgerundet, die Spitzen tragen häufig einen hellen Fleck. Die Deckflügel sind zudem deutlicher punktförmig strukturiert und dichter behaart als bei der ähnlichen Art. Die Fühler und Beine sind gelb. Erstere sind nur so lang, dass sie etwa die Mitte des Körpers erreichen. 

## Vorkommen und Lebensweise
Die Art kommt in Europa, nördlich bis Lappland und südlich im ganzen Mittelmeerraum sowie in Nordafrika, am Kaukasus, Kleinasien, im Iran und auch in Nordamerika vor. Sie ist in Mitteleuropa weit verbreitet und kommt überall meist häufig bis sehr häufig vor. Die Tiere leben unter faulendem Pflanzenmaterial, in Spreu, Mist, Kompost und ähnlichem. Häufig findet man sie myrmekophil bei Ameisen. 